# العلاقات النرويجية الكندية
العلاقات النرويجية الكندية هي العلاقات الثنائية التي تجمع بين النرويج وكندا.

## مقارنة بين البلدين
هذه مقارنة عامة ومرجعية للدولتين:
| وجه المقارنة                                              | النرويج                                                   | كندا                     |
| --------------------------------------------------------- | --------------------------------------------------------- | ------------------------ |
| المساحة (كم2)                                             | 385.21 ألف                                                | 9.98 مليون               |
| عدد السكان (نسمة)                                         | 5.33 مليون                                                | 35.70 مليون              |
| الكثافة السكانية (ن./كم²)                                 | 13.84                                                     | 3.58                     |
| العاصمة                                                   | أوسلو                                                     | أوتاوا                   |
| اللغة الرسمية                                             | بوكمول، لغات السامي، نينوشك، اللغة النرويجية              | لغة إنجليزية، لغة فرنسية |
| العملة                                                    | كرونة نروجية                                              | دولار كندي               |
| الناتج المحلي الإجمالي (بليون دولار)                      | 398.83 مليار                                              | 1.65 تريليون             |
| الناتج المحلي الإجمالي (تعادل القوة الشرائية) بليون دولار | 322.23 مليار                                              | 1.59 تريليون             |
| الناتج المحلي الإجمالي الاسمي للفرد دولار أمريكي          | 74.40 ألف                                                 | 43.25 ألف                |
| الناتج المحلي الإجمالي للفرد دولار أمريكي                 | 65.61 ألف                                                 | 45.07 ألف                |
| مؤشر التنمية البشرية                                      | 0.944                                                     | 0.913                    |
| رمز المكالمات الدولي                                      | +47                                                       | +1                       |
| رمز الإنترنت                                              | .no                                                       | .ca                      |
| المنطقة الزمنية                                           | ت ع م+01:00، ت ع م+02:00، توقيت وسط أوروبا، أوروبا/أوسلو ‏ |                          |

## منظمات دولية مشتركة
يشترك البلدان في عضوية مجموعة من المنظمات الدولية، منها:
| علم المنظمة | اسم المنظمة                               | تاريخ انضمام النرويج | تاريخ انضمام كندا |
| ----------- | ----------------------------------------- | -------------------- | ----------------- |
|             | البنك الإفريقي للتنمية                    | 1963                 | ?                 |
|             | المنظمة الهيدروغرافية الدولية             | ?                    | ?                 |
|             | المجلس القطبي                             | ?                    | ?                 |
|             | منظمة الشرطة الجنائية الدولية             | ?                    | ?                 |
|             | الاتحاد البريدي العالمي                   | ?                    | ?                 |
|             | بنك التنمية الآسيوي                       | 1966                 | 1966              |
|             | مركز تنسيق الحركة في أوروبا ‏              | ?                    | ?                 |
|             | حلف شمال الأطلسي                          | 4 أبريل 1949         | 4 أبريل 1949      |
|             | منظمة التجارة العالمية                    | 1995                 | ?                 |
|             | منظمة التعاون الاقتصادي والتنمية          | ?                    | ?                 |
|             | الفريق المعني برصد الأرض                  | ?                    | ?                 |
|             | مجموعة الموردين النوويين                  | ?                    | ?                 |
|             | مؤسسة التنمية الدولية                     | 24 سبتمبر 1960       | 24 سبتمبر 1960    |
|             | اتفاقية السماوات المفتوحة                 | ?                    | ?                 |
|             | منظمة الأمن والتعاون في أوروبا            | 25 يونيو 1973        | 25 يونيو 1973     |
|             | الوكالة الدولية للطاقة                    | ?                    | ?                 |
|             | مؤسسة التمويل الدولية                     | 20 يوليو 1956        | 20 يوليو 1956     |
|             | منظمة حظر الأسلحة الكيميائية              | ?                    | ?                 |
|             | الأمم المتحدة                             | 27 نوفمبر 1945       | 9 نوفمبر 1945     |
|             | الاتحاد الدولي للاتصالات                  | 1866                 | 1 يوليو 1908      |
|             | البنك الدولي للإنشاء والتعمير             | 27 ديسمبر 1945       | 27 ديسمبر 1945    |
|             | مجموعة أستراليا                           | 1986                 | 1985              |
|             | المركز الدولي لتسوية المنازعات الاستشارية | 15 سبتمبر 1967       | 1 ديسمبر 2013     |
|             | وكالة ضمان الاستثمار متعدد الأطراف        | 9 أغسطس 1989         | 12 أبريل 1988     |
|             | نظام تحكم تكنولوجيا القذائف               | 1990                 | 1987              |
|             | يونسكو                                    | 4 نوفمبر 1946        | 4 نوفمبر 1946     |

## أعلام
هذه قائمة لبعض الشخصيات التي تربطها علاقات بالبلدين:
- تريشيا هيلفر (11 أبريل 1974 – )
- تشاد كروجر (15 نوفمبر 1974 – )
- جوردان بيترسون (عالم نفس سريري كندي، ناقد ثقافي، 12 يونيو 1962 – )
- جوني ميتشل (موسيقية كندية، 7 نوفمبر 1943[28][29][30] – )
- رايدر هيسجيدال (درّاج طريق كندي، 9 ديسمبر 1980 – )
- سيباستيان باش (مغني كندي، 3 أبريل 1968[31][32] – )
- كينيث ايفرسون (17 ديسمبر 1920 – 19 أكتوبر 2004)
- ناثان فيليون (27 مارس 1971 – )

## وصلات خارجية
- موقع وزارة الخارجية النرويجية
- موقع وزارة الخارجية الكندية